# Marián Chovanec

Znak Mariána Chovance

Marián Chovanec (* 16. září 1957, Trenčín) je diecézní biskup banskobystrické římskokatolické diecéze.

## Život
Kněžské svěcení přijal 17. června 1989. V roce 1999 jej papež Jan Pavel II. jmenoval pomocným biskupem nitranské diecéze a titulárním biskupem maxitským. Od 1. března 2003 byl generálním vikářem nitranské diecéze.
Od roku 2000 je generálním sekretářem Konference biskupů Slovenska. 20. listopadu 2012 byl papežem Benediktem XVI. jmenován diecéznim biskupem banskobystrickým.
| 16. biskup banskobystrický | 16. biskup banskobystrický | 16. biskup banskobystrický |
| -------------------------- | -------------------------- | -------------------------- |
| Předchůdce: Rudolf Baláž   | 2012– Marián Chovanec      | Nástupce: dosud ve funkci  |